# Juan Ferrari
Juan Ferrari (Milán, Italia; 1836 - Buenos Aires, Argentina; 1918) fue un escultor clásico monumentalista que se vinculó, desde 1867, a la historia de la estatuaria del Uruguay al realizar en este país numerosas obras. Su nombre suele ser confundido con el de su hijo, el escultor uruguayo Juan Manuel Ferrari.
De su autoría e inaugurados en Uruguay son, entre otros, la fuente de la Plaza de la Constitución de Montevideo, que se inauguró el 18 de julio de 1871; y la Pirámide a la Paz de Abril, en San José de Mayo, emplazado en 1872.
En Buenos Aires realizó el Monumento a los caídos por la fiebre amarilla de Buenos Aires, inaugurado en 1873.

## Biografía

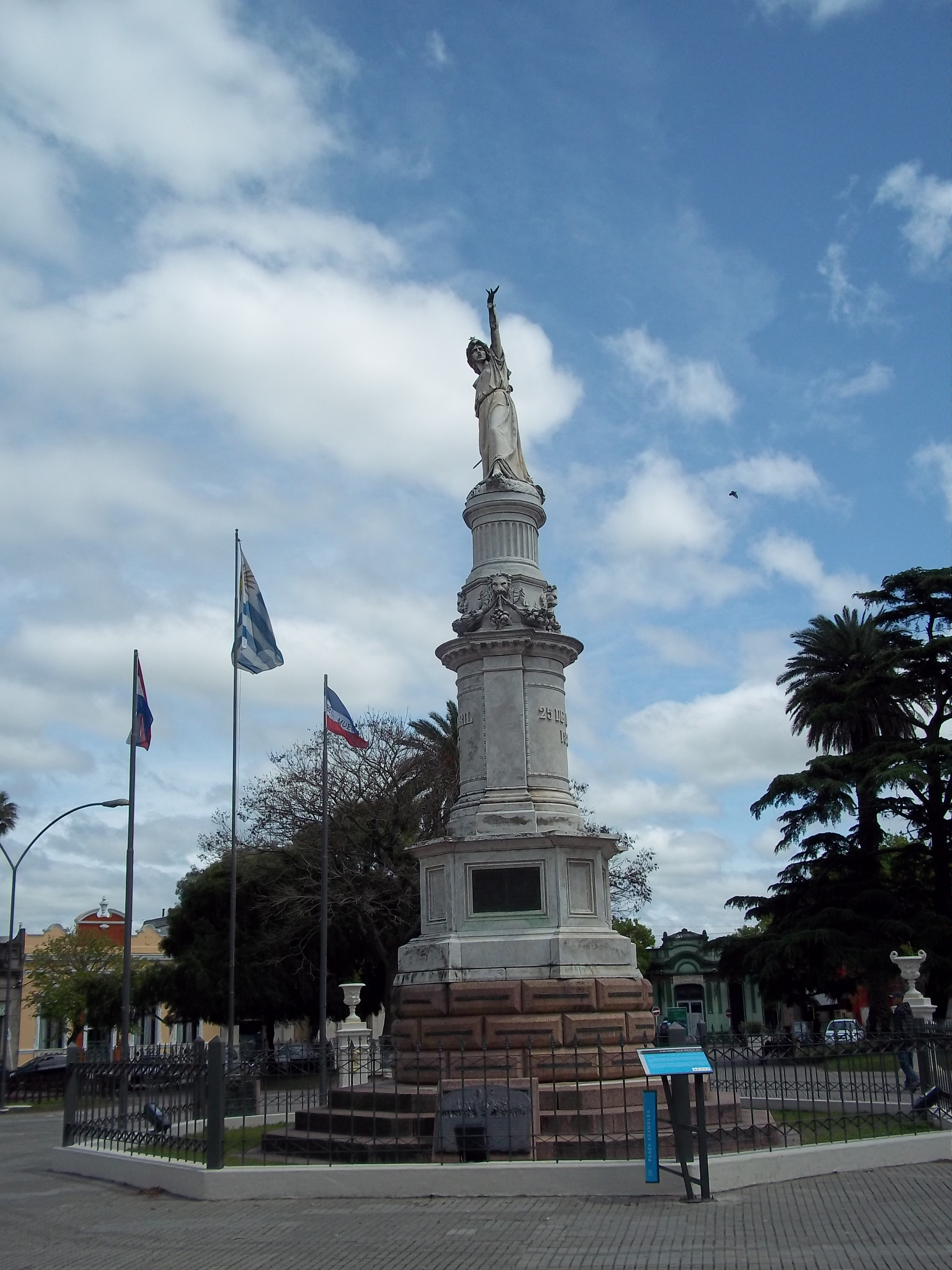
Monumento a la Independencia Nacional, Plaza 25 de agosto de 1825, ciudad de Florida, Uruguay.

Nació en Milán en 1836. Estuvo casado con María Piacentini y, el 21 de mayo de 1874, tuvieron un hijo en Montevideo que se convirtió con el tiempo en el destacado escultor uruguayo Juan Manuel Ferrari.
En 1860 acompañó a Giuseppe Garibaldi en la Expedición de los Mil, también llamada de los "camisas Rojas", para la reunificación de Italia.
Más tarde se radicó en Montevideo y se destacó como escultor. En esta ciudad se encuentra una de sus obras más conocidas, la fuente de la Plaza Constitución, instalada en 1871 cuando se estableció el servicio de aguas corrientes de la ciudad.
De 1872 es su Pirámide a la Paz de Abril, en la Plaza de los Treinta y Tres en San José de Mayo.
Otra obra de importancia que realizó en Uruguay fue el monumento en conmemoración de la independencia nacional de Uruguay, inaugurado en 1879, emplazado en la plaza "Asamblea 25 de agosto de 1825" en la ciudad de Florida, en 1879.
También fue contratado por la Municipalidad de Buenos Aires para ejecutar el Monumento a las víctimas de la fiebre amarilla, que fue inaugurado en el Cementerio del Sud de esa ciudad en 1873. Si bien el cementerio se trasladó, el monumento sigue en pie en el mismo solar donde actualmente se encuentra el Parque Florentino Ameghino.

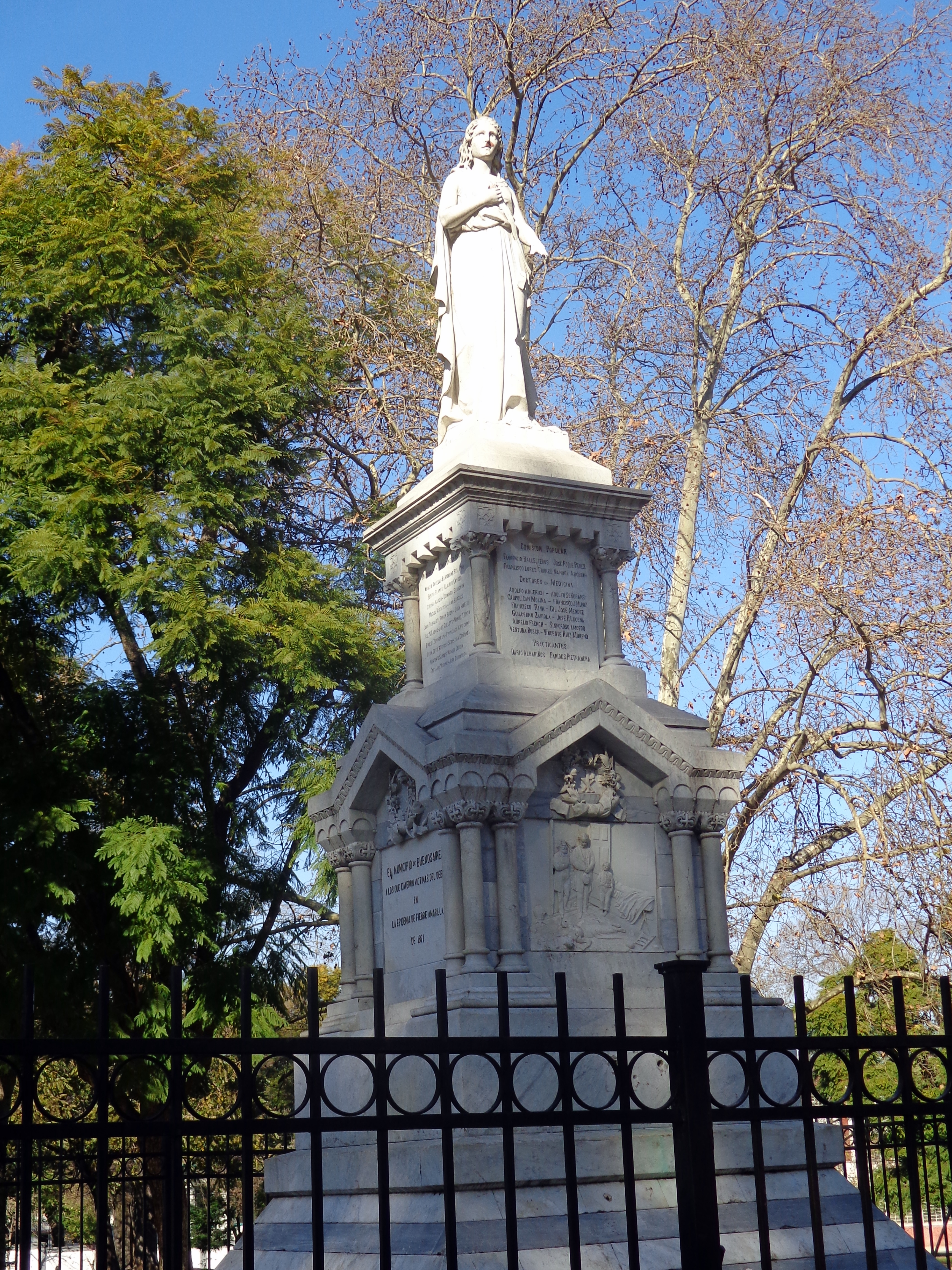
Monumento a las víctimas de la fiebre amarilla, en Buenos Aires

En esta última ciudad participó en la Exposición Continental de 1882, organizada por el Club Industrial Argentino,  dentro de la sección reservada a Uruguay, con la presentación de una maqueta en yeso de un monumento dedicado al Himno Nacional de ese país y otra al Himno Nacional Argentino. Esta última provocó un fuerte rechazo de la comunidad española en la Argentina debido a que estaba formada por una columna coronada por la imagen de la Patria libre y rodeada en su base por una serie de figuras alegóricas en alusión a las estrofas del himno, entre las cuales se encontraba una mujer vestida a la antigua con su cabeza adornada por una corona de laureles y acompañada por un león acostado a sus pies que la colectividad española de Buenos Aires consideró que era una "burla al motivo iconográfico de la pareja mixta de la matrona y el león impuesto desde el siglo XVII en la iconografía de exaltación de la realeza como la representación de la monarquía, y luego de la república, de España". De acuerdo a esta colectividad, el escultor había tenido la intención de subvertir el significado original de este motivo al colocar al león, entendido como el gobierno de España, tendido a los pies de la República Argentina en señal de subordinación al pueblo argentino”. Los diarios de El Correo Español y La Nación Española hicieron eco del rechazo, lo que lo llevó a retirar la maqueta temiendo alguna dificultad diplomática con Argentina, pero el 19 de marzo de 1882, desde las páginas de La Patria Italiana, dejó su opinión al respecto: 

Los comentarios de El Correo Español primero y los de La Nación Española de hoy, si bien me han disgustado, no me han irritado, desde que no es mía la culpa, si inspirado de un mal entendido espíritu nacional, quieren ver en mi boceto, traducido del himno nacional argentino, un insulto a España. Todas las obras de arte, aun las mejores, son debidamente laureadas, cuando inspiradas en el asunto de una poesía el artista trata de esculpir plásticamente el concepto manifestado por la palabra. Eso procuré yo hacer, y nada mas. No tuve la mas mínima ni remota idea de ofender a los españoles al modelar mi boceto, como no ofendí á los brasileños cuando modelé y esculpí en mármol el Grito Uruguayo-ni estos reclamaron.(…) Si alguna cosa me ha disgustado verdaderamente es la manera poco delicada de la Comisión Ejecutiva [de la Exposición], la que se ha permitido libertades conmigo que no tolero, y a la que no contestaré sino cuando haya obtenido plena y cumplida satisfacción.

Falleció en Buenos Aires en 1918.